# Гоч (музички инструмент)
Гоч, или тапан или тупан, је музички инструмент, сличан бубњу, који спада у удараљке.

## Етимологија
Речи као тапан и тупан постоје поред српског и у македонском и бугарском језику. Потичу од прасловенске речи *tǫpanъ, која је посуђеница из старогрчког τύμπανον [túmpanon] — „тимпан”, „бубањ”.  

## Опис
Велики, широки, прстенаст обруч од ораховог дрвета затворен кожом, са једне стране козјом (виши тон), а са друге овчијом, телећом, па и магарећом (дубљи тон). У дебљу кожу се удара дебљом палицом („чукан”), а у тању кожу танким дреновим прутом („прчка”, „праћка”). Балканска школа свирања тупана/тапана подразумева свирање (а не пратњу) мелодије, при чему се танким прутом исказује све што свирач жели да каже, док се чуканом само пунктирају одрећена мелодијска места.
Тапан/тупан је вековима био незаменљив на сеоским весељима (свадбе, кућне и сеоске славе), са зурлама, гајдама или у већим инструменталним саставима, а често и као соло инструмент.